# Agrostophyllum occidentale
Agrostophyllum occidentale Schltr., 1915 è una pianta appartenente alla famiglia delle Orchidacee, endemica del Madagascar e delle isole Seychelles.

## Descrizione
È una orchidea terrestre che cresce alla base degli alberi, formando densi cespugli, con fusti appiattiti alti sino a 50 cm, interamente ricoperti da una rigida guaina.

Le foglie sono lineari-lingulate, lunghe 7-10.5 cm e larghe 1–3 cm.

I fiori, poco appariscenti, sono riuniti in una caratteristica infiorescenza emisferica di 2,5–3 cm di diametro, circondata da bratte che formano una sorta di calice.

## Distribuzione e habitat
La specie è diffusa nell'estremo settentrionale del Madagascar, (compresa l'isola di Nosy Faly), e nelle isole di Mahé e Silhouette (Seychelles).